# كيسي كيلر
كيسي كيلر (بالإنجليزية: Kasey Keller)‏ مواليد 27 نوفمبر 1969 في أوليمبيا، واشنطن، واشنطن، الولايات المتحدة، هو لاعب كرة قدم أمريكي سابق كان يلعب كحارس مرمى. سبق له أن لعب في كأس العالم لكرة القدم مع منتخب بلاده. لعب خلال مسيرته 609 مباريات.

## المسيرة الاحترافية

### أندية لعب لها
- نادي ميلوول
- ليستر سيتي
- رايو فايكانو
- نادي توتنهام هوتسبير
- بوروسيا مونشنغلادباخ
- نادي فولهام
- سياتل سوندرز

## روابط خارجية
- كيسي كيلر على موقع الاتحاد الدولي (مؤرشف)  (الإنجليزية)
- كيسي كيلر على موقع الدوري الأمريكي (الإنجليزية)
- كيسي كيلر على موقع قاعدة بيانات كرة القدم.إي يو (الإنجليزية)
- كيسي كيلر على موقع ليكيب (الفرنسية)
- كيسي كيلر على موقع ناشيونال فوتبول تيمز (الإنجليزية)
- كيسي كيلر على موقع Soccerbase.com (لاعب) (الإنجليزية)
- كيسي كيلر على موقع عالم كرة القدم.نت (الإنجليزية)
- كيسي كيلر على موقع أوليمبيديا (الإنجليزية)